# Phaonia curviseta
Phaonia curviseta este o specie de muște din genul Phaonia, familia Muscidae, descrisă de Fritz Isidore van Emden în anul 1965. Conform Catalogue of Life specia Phaonia curviseta nu are subspecii cunoscute.